# National Board of Review Award alla miglior sceneggiatura originale
Il National Board of Review Award alla miglior sceneggiatura originale (National Board of Review Award for Best Original Screenplay) è un premio assegnato dal 2003 dai membri del National Board of Review of Motion Pictures alla miglior sceneggiatura originale di un film distribuito negli Stati Uniti nel corso dell'anno.
In precedenza esisteva un premio alla miglior sceneggiatura, che è stato assegnato solo episodicamente dal 1948 al 2002.

## Albo d'oro

### Anni 2000
- 2003: Jim Sheridan, Naomi Sheridan e Kirsten Sheridan - In America - Il sogno che non c'era (In America)
- 2004: Charlie Kaufman - Se mi lasci ti cancello (Eternal Sunshine of the Spotless Mind)
- 2005: Noah Baumbach - Il calamaro e la balena (The Squid and the Whale)
- 2006: Zach Helm - Vero come la finzione (Stranger than Fiction)
- 2007: Diablo Cody - Juno ex aequo Nancy Oliver - Lars e una ragazza tutta sua (Lars and the Real Girl)
- 2008: Nick Schenk - Gran Torino
- 2009: Joel ed Ethan Coen - A Serious Man

### Anni 2010
- 2010: Chris Sparling - Buried - Sepolto (Buried)
- 2011: Will Reiser - 50 e 50 (50/50)[1]
- 2012: Rian Johnson - Looper[2]
- 2013: Joel ed Ethan Coen - A proposito di Davis (Inside Llewyn Davis)[2]
- 2014: Phil Lord e Chris Miller - The LEGO Movie[3]
- 2015: Quentin Tarantino - The Hateful Eight[4]
- 2016: Kenneth Lonergan - Manchester by the Sea[5]
- 2017: Paul Thomas Anderson - Il filo nascosto (Phantom Thread)[5]
- 2018: Paul Schrader - First Reformed - La creazione a rischio (First Reformed)[6]
- 2019: Josh Safdie, Benny Safdie e Ronald Bronstein - Diamanti grezzi (Uncut Gems)[7]

### Anni 2020
- 2020: Lee Isaac Chung - Minari[8]
- 2021: Asghar Farhadi - Un eroe (Qahremān)[9]
- 2022: Martin McDonagh - Gli spiriti dell'isola (The Banshees of Inisherin)[10]
- 2023: David Hemingson - The Holdovers - Lezioni di vita (The Holdovers)[11]
- 2024: Mike Leigh – Hard Truths[12][13]